# Mistrzostwa Świata w Narciarstwie Klasycznym 1980
Mistrzostwa Świata w Narciarstwie Klasycznym 1980 miały miejsce 17 lutego 1980 w szwedzkim Falun. Zawody te zorganizowano, ponieważ konkurencja 20 km kobiet nie została włączona do programu Zimowych Igrzysk Olimpijskich 1980, które odbyły się w Lake Placid w Stanach Zjednoczonych.
Wyniki z tych mistrzostw nie były wliczane ani do klasyfikacji Zimowych Igrzysk Olimpijskich 1980, ani do ogólnej klasyfikacji mistrzostw świata w narciarstwie klasycznym.

## Medaliści
| Konkurencja | Data           | Złoto                     | Srebro                     | Brąz                        |
| ----------- | -------------- | ------------------------- | -------------------------- | --------------------------- |
| 20 km       | 17 lutego 1980 | Veronika Hesse 1:01:58,23 | Galina Kułakowa 1:02:26,34 | Raisa Smietanina 1:02:41,70 |

## Wyniki

### 20 km kobiet
| Medal | Zawodnik         | Narodowość | Wynik      |
| ----- | ---------------- | ---------- | ---------- |
|       | Veronika Hesse   | NRD        | 1:03:20.01 |
|       | Galina Kułakowa  | ZSRR       | 1:02:26,34 |
|       | Raisa Smietanina | ZSRR       | 1:02:41,70 |
| 4     | Marlies Rostock  | NRD        | 1:03:20,01 |
| 5     | Nina Fiodorowa   | ZSRR       | 1:03:25,59 |
| 6     | Zinaida Amosowa  | ZSRR       | 1:03:57,13 |
| 7     | Berit Aunli      | Norwegia   | 1:04:35,90 |
| 8     | Carola Anding    | NRD        | 1:05:09,84 |
| 9     | Shirley Firth    | Kanada     | 1:05:38,91 |
| 10    | Anette Bøe       | Norwegia   | 1:06:09,25 |

## Klasyfikacja medalowa
| Pozycja | Państwo | Złoto | Srebro | Brąz | Razem |
| ------- | ------- | ----- | ------ | ---- | ----- |
| 1       | NRD     | 1     | 0      | 0    | 1     |
| 2       | ZSRR    | 0     | 1      | 1    | 2     |